# Kostel svatého Jiljí (Jirkov)
Kostel svatého Jiljí je pozdně gotický římskokatolický kostel zasvěcený svatému Jiljí v Jirkově v okrese Chomutov. Od roku 1963 je chráněn jako kulturní památka. Stojí v centru města v Kostelní ulici. Součástí kostela je přístupná věž z poloviny 16. století, která slouží jako rozhledna.

## Historie
První písemná zmínka o farním kostelu v Jirkově pochází ze 14. století. Stávající kostel však vznikl přestavbou staršího objektu v roce 1538 a později, v letech 1542–1545, k němu byla přistavěna věž. Poté proběhly dvě opravy a v letech 1660–1661 byl kostel upraven v barokním slohu. Kromě jiného byla přistavěna Červenohrádecká kaple a odstraněna většina opevňovacích prvků. Okolo kostela se nacházel hřbitov ohrazený zdí, která stála ještě v 18. století.

## Stavební podoba
Hlavní budova kostela je obdélná, zesílená odstupňovanými opěráky a doplněná řadou mladších přístavků. Vstupuje se do ní portálem v západní stěně nebo bočním gotickým lomeným portálem ze severu, kde je k lodi přistavěná předsíň s náhrobními kameny Kryštofa z Karlovic a Jana z Veitmile. Presbyterium není od lodi oddělené a ukončuje ho trojboký závěr, který jen mírně předstupuje před východní stěnu lodi. Do sakristie umístěné v přízemí věže se vstupuje valeně zaklenutou chodbou opatřenou dvojicí gotických portálů. Samotná sakristie je také zaklenutá valenou klenbou a vede z ní schodiště na kazatelnu a do prvního patra věže, kde se nachází klenotnice, v jejíž východní zdi se dochovala dvojice klíčových střílen.
Kromě předsíně stojí u severní strany kostelní lodi také obdélná kaple svatého Jana Nepomuckého a 29 m vysoká hranolová věž. První dvě podlaží jsou přístupná přes přízemní sakristii a do druhého patra se vstupuje po točitém schodišti umístěném ve válcovém rizalitu u severní strany lodi. V šestém patře dříve bydlel věžný, ale předělovací příčka jeho bytu byla zbourána. V posledním sedmém patře stojí zvonová stolice původně určená pro pět zvonů. Zvonové patro osvětluje čtveřice obdélných oken ukončených půlkruhovými záklenky.
Z jižní strany byla k lodi v roce 1660 přistavěna tzv. Červenohrádecká kaple s náhrobními deskami Jindřicha z Rottenhannu, jeho manželky Gabriely, rozené Černínové, a jejich dcery Gabriely. Kapli s obdélným půdorysem ukončuje půlkruhový uzávěr.